# 順豊エクスプレス

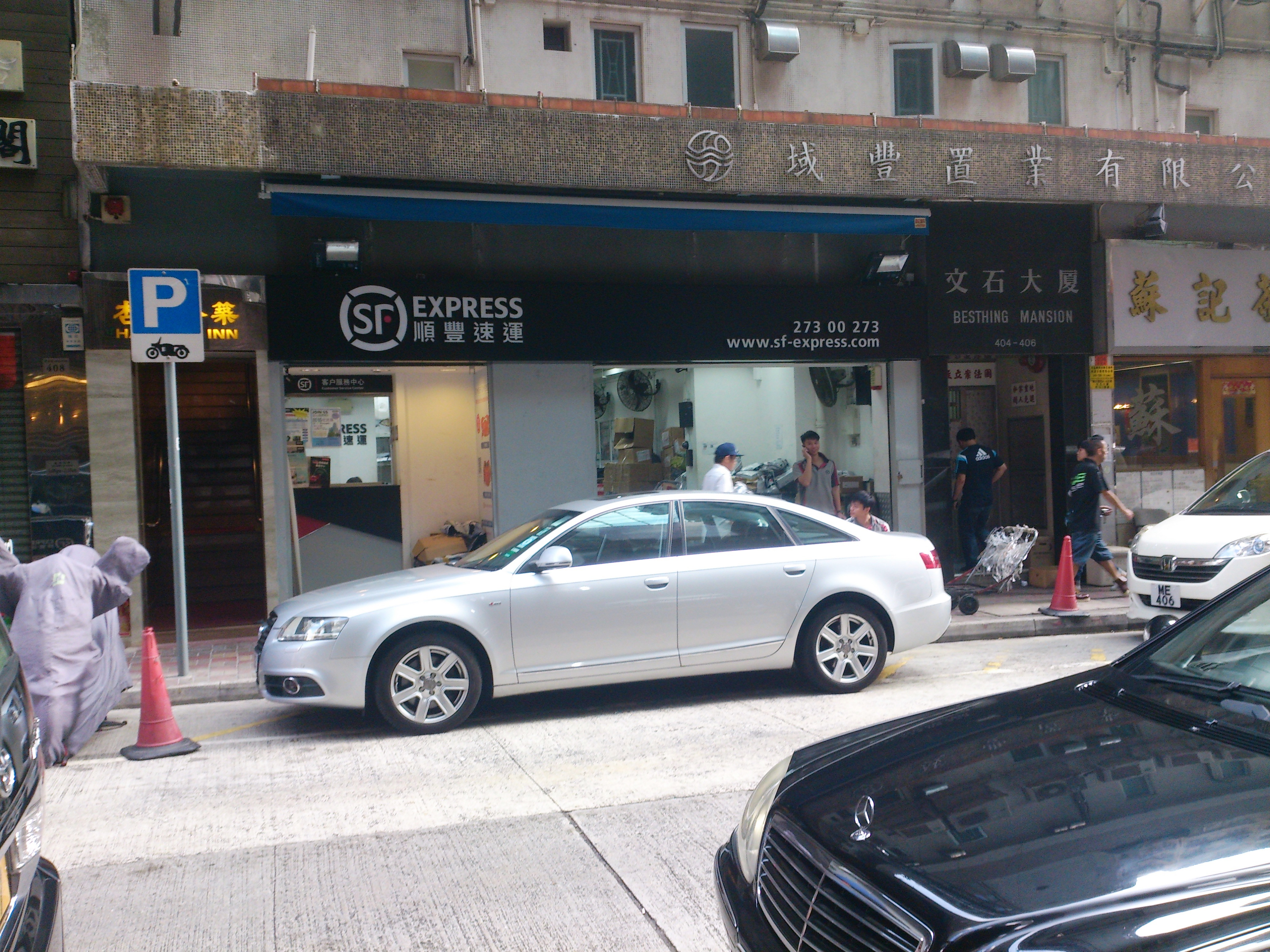
香港・ワンチャイの順豊エクスプレスサービスセンター

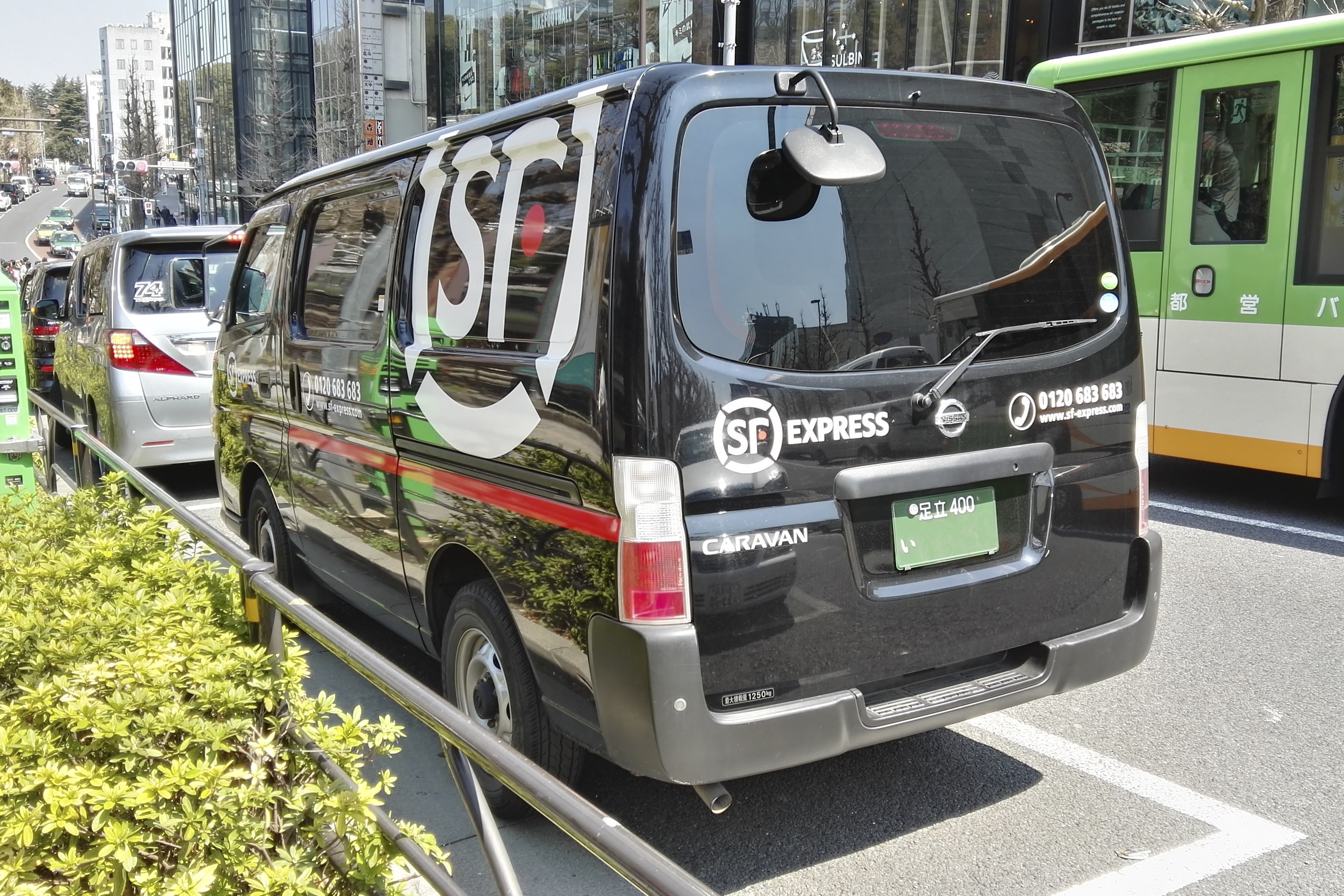
日本の順豊エクスプレス集配車

順豊エクスプレス（じゅんほうエクスプレス、中国語: 順豐速運、英語: SF Express）は、中国の物流民営企業である。1993年に広東省順徳で上海生まれの香港人・王衛により創業された。
電子商店街の拡大と共に貨物取扱量を伸ばし、中国国内では米系フェデックスやユナイテッド・パーセル・サービスなどの物流大手、国有企業の中国郵政傘下の中国郵政速逓物流以外で、最大級の物流エクスプレスの一つである。
2021年には世界8位のフォワーダー、Kerry Logistics（嘉里物流聯網有限公司）を買収して子会社化した。

## サービス
経営範囲は中国国内だけではなく、香港、マカオ、台湾、米国、シンガポール、韓国、マレーシア、日本、タイ、ベトナム、オーストラリア等の98カ国・地域においてもサービスを展開している。今まで中国国内及び海外に、約18万人の従業員を雇用し、9.3万台の車輛を持ち、96機の自社貨物機と21,000ヶ所のサービス拠点を有している。
日本法人の順豊エクスプレス株式会社（「SFジャパン」）は2011年2月に東京で設立され、日本市場に向けて輸出入サービスの提供を開始した。日本では日本航空と提携した上でサービスを展開している。
現在、SFジャパンは東京と大阪でビジネスステーションを設けており、自社の集荷・配送、通関業務、 オペレーション、カスタマーサービスチームを有している。 SFジャパンの国際宅配便サービスは日本の47都道府県を全部カバーしている。